# Podzim

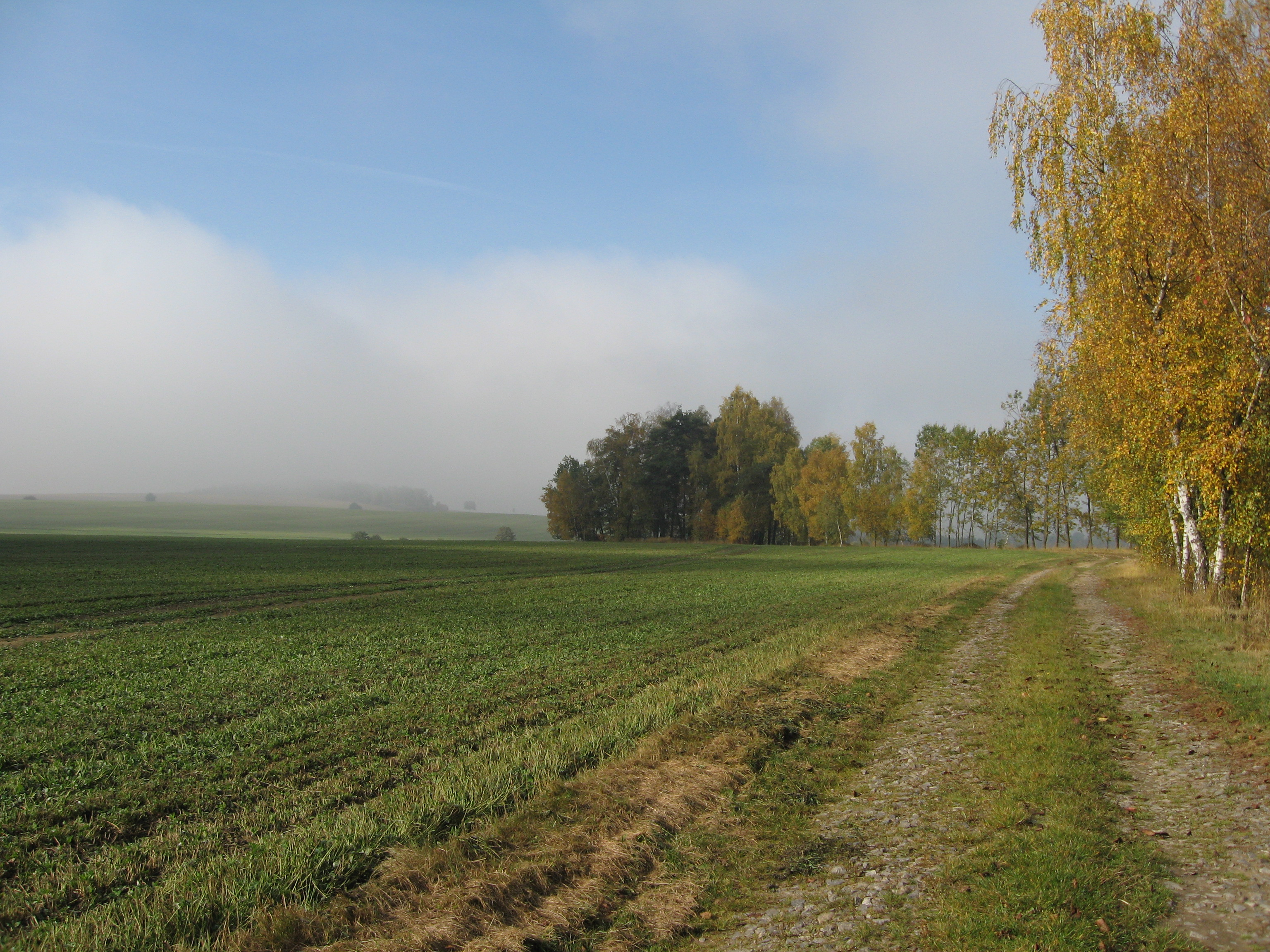
Podzim na Vysočině

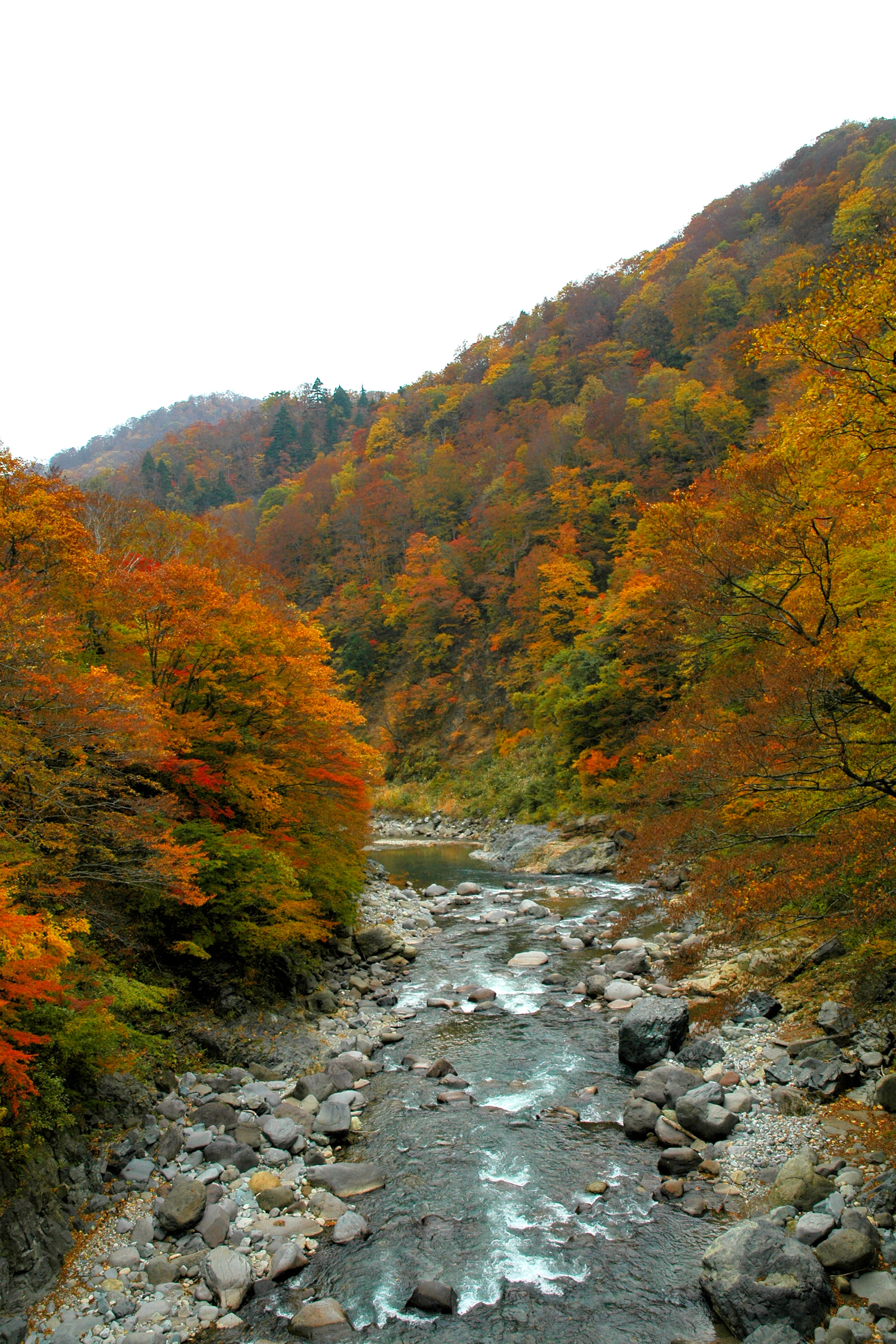
Podzim v Japonsku

Podzim (zastarale jeseň) je jedno ze čtyř ročních období, je to přechod mezi létem a zimou. V klimatických podmínkách mírného pásu se právě na podzim sklízí většina úrody a opadavé listnaté stromy ztrácejí listí. Listí má různé barvy a opadává. Dny se krátí, ochlazuje se, více prší a je mnohem horší počasí. Výraz se skládá z předložky pod- a slova zima, tj. „období před zimou“.

## Časové vymezení

### Astronomický podzim
Astronomický podzim začíná podzimní rovnodenností – na severní polokouli kolem 23. září, na jižní kolem 21. března a končí zimním slunovratem – 21. prosince, resp. 21. června.

### Meteorologický podzim
V meteorologii a klimatologii jsou na severní polokouli souhrnným termínem podzim označeny měsíce září, říjen a listopad (boreální podzim) a březen, duben a květen na jižní polokouli (austrální podzim).

## Podzimní příroda
Podzim často vytváří v přírodě úchvatné barevné scenérie. Tyto barevné krajinné scenérie nezůstávají stranou zájmu lidí a vzbuzují čilý sezónní turistický ruch. 
Listy se barví do oranžova, červena i žluta. Listy začínají opadávat aby strom měl dostatek mízy pro sebe.

## Zajímavosti
Na podzim v mnoha zemích začíná školní rok. Je to dáno historickými důvody, kdy původně soukromé školy měly v létě prázdniny, protože se děti s rodiči přesouvaly z měst na svá letní sídla. Po přijetí povinné školní docházky od Marie Terezie převzaly státní školy rozvrhy soukromých škol.